# Baule-Dolch

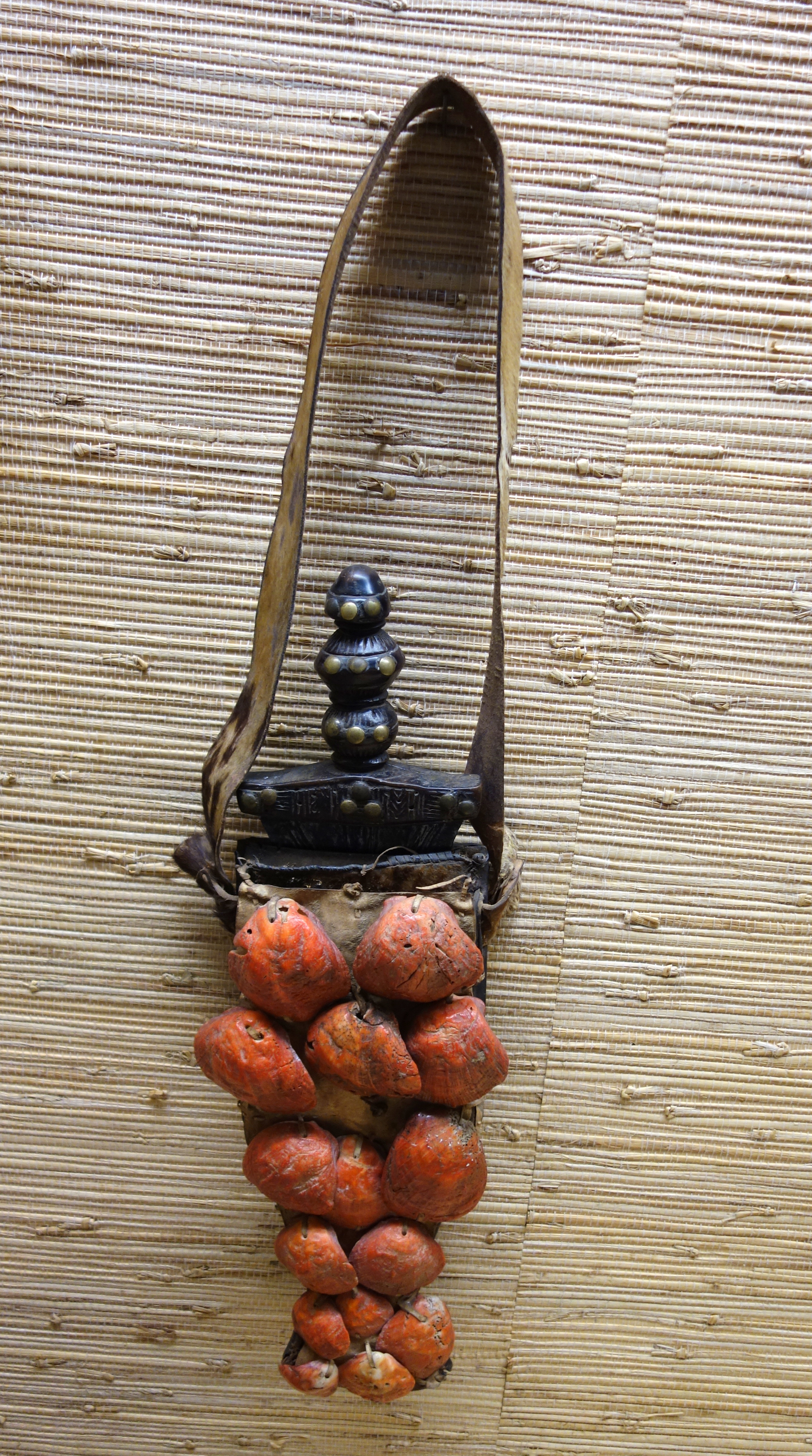
Dolch in mit Muscheln verzierterer Scheide

Der Baule-Dolch ist ein Dolch der Baule aus der Elfenbeinküste. 

## Beschreibung
Der Baule-Dolch hat in der Regel eine geschwungene, breite, zweischneidige Klinge. Der Griff besteht meist aus Holz. Die Klinge- und Griffformen variierien jedoch. Die Scheiden werden aus Leder gefertigt und mit Muschelschalen der Stachelaustern (Klappmuschel) verziert. Der Dolch wird nicht primär als Waffe genutzt, sondern zu zeremoniellen Zwecken.